# Genesio di Clermont
Genesio (... – prima del 660) fu il 21º vescovo di Clermont a metà circa del VII secolo, venerato come santo dalla Chiesa cattolica.

## Biografia
Nei cataloghi episcopali dell'arcidiocesi di Clermont, Genesio appare come il 20º successore di sant'Austremonio, evangelizzatore dell'Alvernia e protovescovo della diocesi. Il suo episcopato, compreso tra quello di Gallo II, vescovo dopo il 630, e Gyroindo, documentato storicamente per la prima volta nel 660 circa, si colloca all'incirca verso la metà del VII secolo.
Le poche informazioni conosciute della sua vita sono note grazie alle Vitae di due suoi successori sulla cattedra di Clermont, san Preietto e san Bonito, vissuti sul finire del VII secolo e le cui biografie furono scritte da contemporanei. Genesio era arcidiacono della chiesa di Clermont, e quando divenne vescovo fu incaricato dell'educazione del giovane Proietto, che fece poi suo consigliere. Nobilissimus pontifex, a lui si deve la costruzione della chiesa di San Sinforiano a Clermont, e del monastero di Manglieu nei pressi della città. Fu sepolto nella chiesa di San Sinforiano, che prese poi il suo nome (Saint-Genès des Carmes); un suo epitaffio lo dice morto a 72 anni di età.
Una biografia tardiva, di dubbio valore storico, pubblicata dai Bollandisti, lo dice discendente da una nobile famiglia senatoriale; secondo lo stesso testo, inizialmente Genesio non avrebbe accettato la sua nomina a vescovo di Clermont, ed in seguito pensò di chiedere al papa di ritirarsi a vita eremitica, ma fu dissuaso dai suoi fedeli.
L'odierno martirologio, riformato a norma dei decreti del Concilio Vaticano II, ricorda il santo vescovo alla data del 3 giugno con queste parole: